# Andrzej Ciołek
Andrzej Ciołek herbu Ciołek (ur. 1356 w Żelechowie, zm. 3 kwietnia 1396) – chorąży płocki, wojewoda mazowiecki księcia Janusza I.

## Życiorys
Pochodził z mazowieckiej rodziny szlacheckiej pieczętującej się herbem Ciołek. Jego rodzice nie są znani. Miał dwójkę rodzeństwa: Klemensa (scholastyka kieleckiego, zm. 1391) i Stanisława (właściciela Ostrołęki, poległego w walce z Tatarami na Wołyniu). 
Właściciel Garwolina, Kabat, Ostrołęki, Powsina i Nart, W 1386 otrzymał od Janusza I prawo niemieckie dla wymienionych wsi (przywilej ten został potwierdzony w 1480 dla jego syna Stanisława). Od 1393 r. dzierżawca zamku i miasta Ryczywół wraz z przyległymi wsiami z nadania Królowej Jadwigi, które otrzymał w zastaw za 500 grzywien. Darował klasztorowi w Czerwińsku dwie wsie położone nad Wisłą, niedaleko Maciejowic: Kochów i Kobylnicę. Planował także założyć klasztor w Kochowie. 
Ok. 1380 poślubił Elżbietę Garbowską herbu Sulima, która w 1398, już jako wdowa, ufundowała kościół w Powsinie. Mieli razem szóstkę dzieci: Andrzeja, Wiganda, Stanisława, Jana, Klemensa i Annę. Ta ostatnia w 1425 zrzekła praw do majątku po ojcu na rzecz swoich braci. 
Zmarł 3 kwietnia 1396 r. i został pochowany w Warce, podobnie jak jego bracia. 